# 吉士倉下
吉士 倉下（きし の くらじ、生没年不詳）は、飛鳥時代の豪族。

## 出自
「吉士」は「村主」などと同じく、古代朝鮮語に由来する言葉で、大和政権の姓にも氏にもなったものである。一族には、大彦命の血を引く難波吉士・大草香吉士系、中国周人を祖先にもつ百済系の調吉士系、アメノヒボコの子孫と称する三宅吉士系の3氏族があり、ここでとりあげる吉士は難波吉士系である。

## 記録
『日本書紀』巻第二十二の、推古天皇31年（623年）7月に、一族の吉士磐金（きし の いわかね）と共に問責使として新羅・任那両国へ派遣されたとあるのが倉下の名前の初出である。
倉下が任那担当で、磐金が新羅担当であった。これは同年、新羅が任那に侵攻したため、推古天皇が征討軍を派遣することを大臣蘇我馬子に謀り、郡卿を召集した結果、新羅征討は新羅に叛逆の意志があるかどうかを調べてから、ということになり、2名を派遣することになったわけである。
時の新羅王、真平王は8人の大夫を派遣して、任那のことに関しては倉下に申し伝えた。その内容は、自分たちには任那侵略の意志はなく、従来からの大和政権の内官家（うちつみやけ）としての立場を尊重すると約束するというものであった。そして、前年の新羅使の際に新羅人奈末智洗爾（なまちせんに）と共に日本に派遣し、仏像や舎利などを献上した任那人達奈良末遅（だちそちなまじ）を倉下につけてよこした。そして、磐金と倉下は合流し、新羅・任那両国の調を受け取った。しかし、2名が出向する前に大和政権は、境部雄摩侶・中臣国子の両名を大将軍とする征討軍を新羅に派遣してきた。
そして、両国の使者は、代役として、新羅人堪遅（たんじ）大舎（たさ）を任那の調の使いとして置いていった。残された吉士磐金・倉下たちは、
と語り合った。その間に新羅侵攻戦は進行し、新羅王は大和政権の軍に降服した。
2人はその年の11月に帰国し、この時の有様を大臣の蘇我馬子に、「新羅は天皇の命をうけたまわり、恐懼していました。専使（とうめづかい＝そのための専門の使い）を命じ、新羅・任那両国の調を貢納しようとしていました。しかし、船師（ふないくさ）が到着したのを見て、朝貢の使いは逃げかえりました。ただ調だけは貢上しました」と報告した。その時馬子は、
と言った。
この軍事行動は大和政権内部の意見の不統一を明確にしたものであり、これによりしばらく続いた新羅との友好関係も破綻した。